# Diocesi di Tapasa
La diocesi di Tapasa (in latino: Dioecesis Tapasena) è una sede soppressa del patriarcato di Costantinopoli e una sede titolare della Chiesa cattolica.

## Storia
Tapasa, nell'odierna Turchia, è un'antica sede episcopale della provincia romana della Caria nella diocesi civile di Asia. Faceva parte del patriarcato di Costantinopoli ed era suffraganea dell'arcidiocesi di Stauropoli.
Michel Le Quien, nella sua opera Oriens christianus, non menziona alcuna sede di Tapasa e nessuno dei suoi vescovi è documentato nelle fonti antiche. Tuttavia la diocesi appare tra le suffraganee di Stauropoli in tutte le Notitiae Episcopatuum del patriarcato di Costantinopoli fino al XII secolo.
Dal 1933 Tapasa è annoverata tra le sedi vescovili titolari della Chiesa cattolica; il titolo finora non è stato assegnato.